# Gabriel Miranda
Gabriel Miranda (Montevideo, 20 agosto 1968) è un ex calciatore venezuelano, di ruolo centrocampista.